# John Maduka
John Maduka (Thyolo, 27 settembre 1970) è un allenatore di calcio ed ex calciatore malawiano di ruolo centrocampista, tecnico del Magesi.

## Carriera

### Giocatore

#### Club
John Maduka ha iniziato la sua carriera calcistica all'età di 16 anni nel Lilongwe Boys Primary School, la squadra della sua scuola.
L'allenatore e proprietario del Davie Cosmos Davie Saccur, notandolo gli propose di giocare contemporaneamente per il suo club.
Nel 1992 ricevette un'offerta dai Silver Strikers e dai Mighty Limbe Leaf Wanderers.
John decise di firmare per i Silver Strikers, perché non voleva lasciare la sua città natale di Lilongwe.
Maduka giocò con la maglia dei Silver Strikers, prima di passare in prestito ai norvegesi dello Strindheim. Esordì nella Tippeligaen in data 2 giugno 1995, quando fu schierato titolare nel pareggio per 1-1 contro il Bodø/Glimt. Fece poi ritorno ai Silver Strikers. Successivamente, militò nelle file dei Bush Bucks, dell'AmaZulu e del Bloemfontein Celtic.

### Allenatore
Il 2 febbraio 2023 firma un contratto da allenatore con il Royal AM.

## Palmarès

### Giocatore

#### Competizioni nazionali
- Campionato malawiano: 3

Silver Strikers: 1993, 1994, 1996
- MTN 8: 1

Bloemfontein Celtic: 2005